# Robert Quilichini
Robert Quilichini (né à Neuillé-le-Lierre le 27 décembre 1912 et mort à Bayonne le 19 septembre 1979) est un militaire français, Compagnon de la Libération. Officier des troupes coloniales, il rallie dès 1940 les forces françaises libres avec lesquelles il participe aux combats en Afrique et en Europe lors de la Seconde Guerre mondiale. Après la guerre, il exerce plusieurs fonctions de commandement et atteint le grade de général de corps d'armée.

## Biographie

### Jeunesse et engagement
Robert Quilichini naît le 27 décembre 1912 à Neuillé-le-Lierre en Indre-et-Loire. Choisissant la carrière des armes, il intègre l'École spéciale militaire de Saint-Cyr en 1930 dans la promotion Maréchal Joffre. Sorti sous-lieutenant en 1932, il est affecté au 4e régiment de tirailleurs sénégalais puis est muté au 9e régiment d'infanterie coloniale avec lequel il part en Indochine en 1933. Après avoir été promu lieutenant en 1934, il quitte l'Asie en 1936 et deux ans plus tard est envoyé à Dakar dans les rangs du 8e régiment de tirailleurs sénégalais.

### Seconde Guerre mondiale
Posté au Dahomey (BTS no 8) au moment du déclenchement de la Seconde Guerre mondiale, Robert Quilichini rejette l'armistice du 22 juin 1940 et rejoint le Nigeria britannique. Il y fait la connaissance de Henri Laurentie et s'engage dans les forces françaises libres. Le 26 août 1940, il débarque à Douala et participe au ralliement du Cameroun à la France libre puis est affecté au 1er régiment de tirailleurs du Cameroun qui vient d'être créé et avec lequel il est engagé dans la campagne du Gabon en novembre. Promu capitaine à l'issue de cette bataille, il est muté au Régiment de tirailleurs sénégalais du Tchad puis à l'état-major de la colonne Leclerc. Prenant part à la guerre du désert en Libye et en Tunisie, il est blessé par une mine le 24 février 1943 lors de la bataille de Ksar Ghilane. Évacué en Égypte, il subit une longue convalescence pendant un an. 
Promu chef de bataillon, il est affecté à l'état-major de la 2e division blindée et part avec celle-ci en Angleterre en mai 1944 en vue des opérations sur le front de l'ouest. Débarqué le 1er août 1944 à Utah Beach, il prend en septembre le commandement du 1er bataillon du Régiment de marche du Tchad avec lequel il participe à la bataille d'Alsace où il se distingue lors des combats à Sarrebourg, Mittelbronn et au col de Saverne. Il termine la guerre avec le grade de lieutenant-colonel.

### Après-guerre
En 1946, il part en Chine pour prendre le commandement des troupes françaises stationnées dans le Yunnan. L'année suivante, il est en poste en Allemagne puis en 1948 il commande le détachement motorisé autonome d'Afrique-Équatoriale française. Après avoir été détaché quelques mois au cabinet du chef d'état-major des armées en 1952, il est promu colonel et part pour l'Indochine où il commande le secteur de Sontay. Il part en Algérie en 1955 pour y seconder le général commandant les territoires du sud du pays. Il y reçoit ses étoiles de général de brigade en 1960 avant de partir pour Djibouti où il est chef des forces armées françaises. En 1965, il est muté dans les Antilles pour exercer la fonction de commandant supérieur interarmées du groupe Antilles-Guyane. Passé général de division, il retourne en Afrique pour prendre le commandement des troupes françaises d'Afrique centrale. Il devient inspecteur des troupes de marine en 1970 après avoir été élevé au rang de général de corps d'armée et deux ans avant d'être admis en 2e section du corps des officiers généraux. Robert Quilichini meurt le 20 septembre 1979 à Bayonne et est inhumé à Clamart dans les Hauts-de-Seine.

## Décorations
|  |  |  |
|  |  |  |
|  |  |  |
|  |  |  |
|  |  |  |
|  |  |  |
|  |  |  |

| Grand officier de la Légion d'honneur                                                          | Grand officier de la Légion d'honneur                                                          | Compagnon de la Libération                                                  | Compagnon de la Libération                                                  | Grand-croix de l'ordre national du Mérite                            | Grand-croix de l'ordre national du Mérite                            |
| Croix de guerre 1939-1945                                                                      | Croix de guerre 1939-1945                                                                      | Croix de guerre des Théâtres d'opérations extérieurs                        | Croix de guerre des Théâtres d'opérations extérieurs                        | Croix de la Valeur militaire                                         | Croix de la Valeur militaire                                         |
| Croix du combattant volontaire                                                                 | Croix du combattant volontaire                                                                 | Croix du combattant volontaire de la Résistance                             | Croix du combattant volontaire de la Résistance                             | Croix du combattant                                                  | Croix du combattant                                                  |
| Médaille coloniale Avec agrafes "Fezzan", "Tripolitaine", "AFL", "Tunisie" et "Extrême-Orient" | Médaille coloniale Avec agrafes "Fezzan", "Tripolitaine", "AFL", "Tunisie" et "Extrême-Orient" | Médaille commémorative des services volontaires dans la France libre        | Médaille commémorative des services volontaires dans la France libre        | Médaille commémorative française de la guerre 1939-1945              | Médaille commémorative française de la guerre 1939-1945              |
| Médaille commémorative de la campagne d'Indochine                                              | Médaille commémorative de la campagne d'Indochine                                              | Médaille commémorative des opérations de sécurité et de maintien de l'ordre | Médaille commémorative des opérations de sécurité et de maintien de l'ordre | Médaille des blessés de guerre                                       | Médaille des blessés de guerre                                       |
| Commandeur de l'ordre de l'Étoile noire                                                        | Commandeur de l'ordre de l'Étoile noire                                                        | Commandeur de l'ordre de l'Étoile d'Anjouan                                 | Commandeur de l'ordre de l'Étoile d'Anjouan                                 | Commandeur de l'ordre du Dragon d'Annam                              | Commandeur de l'ordre du Dragon d'Annam                              |
| Commandeur de l'ordre du Nichan Iftikhar                                                       | Commandeur de l'ordre du Nichan Iftikhar                                                       | Commandeur de l'ordre du Ouissam alaouite                                   | Commandeur de l'ordre du Ouissam alaouite                                   | Grand officier de l'Ordre du Million d'Éléphants et du Parasol blanc | Grand officier de l'Ordre du Million d'Éléphants et du Parasol blanc |